# 청운초등학교 (충남)
청운초등학교는 대한민국 충청남도 서산시 대산읍 망일산로 448-18 (운산리)에 있었던 공립 초등학교이다.

## 학교 연혁
- 1968년 3월 1일 대산국민학교 운산분교 설립인가
- 1969년 3월 1일 대산국민학교 청운분교장 승격
- 1970년 3월 1일 청운국민학교 승격
- 1996년 3월 1일 청운초등학교로 개칭
- 1999년 9월 1일 폐교